# Józef I (metropolita kijowski)
Józef – metropolita kijowski w latach 1236–1240. 

## Życiorys
Był z pochodzenia Grekiem. Przed nominacją do objęcia katedry kijowskiej pełnił urząd biskupi w Nikei. Wyznaczony na metropolitę kijowskiego przez patriarchę Germana II w 1236, w tym samym roku przybył do Kijowa. Być może to w okresie sprawowania przezeń urzędu powstała pierwsza prawosławna eparchia z siedzibą w Łucku.
Metropolita Józef sprawował urząd do 1240. W wymienionym roku wyjechał z Rusi, uciekając przed najazdem mongolskim, lub został zabity po zdobyciu Kijowa przez wojska Batu-chana. Z powodu wakatu na katedrze patriarchów Konstantynopola jego następca, Piotr, został wyznaczony dopiero w 1244. Był ostatnim prawosławnym metropolitą kijowskim przed najazdem mongolskim na Ruś.